# Jack Douglas (hockey sur glace)
Pour les articles homonymes, voir Jack Douglas.
Jack Douglas (né le 2 avril 1931 à Trenton (Ontario) et mort le 12 janvier 2003) est un joueur canadien de hockey sur glace. Lors des Jeux olympiques d'hiver de 1960, il remporte la médaille d'argent.

## Palmarès
- Médaille d'argent aux Jeux olympiques de Squaw Valley en 1960